# Christoph Oertel
Christoph Oertel (* 13. Juni 1960 in Hamm-Bockum-Hövel) ist ein deutscher Filmkomponist, Sounddesigner und Tonmeister.

## Biografie
Impulsiert durch seinen Musiklehrer Ludger Edelkötter spielte Oertel während seiner Schul- und Studienzeit als Schlagzeuger und Bassist in diversen Rock-, Punk- und Reggae-Bands und studierte nach dem Abitur ab 1981 an der Universität Osnabrück Musikwissenschaft bei Bernd Enders. Dort beschäftigte er sich intensiv mit elektronischer Musik und der Minimal Music von Steve Reich, mit dem er in persönlichem Austausch stand und gründete das „Ensemble Es“ zur konzertanten Aufführung dessen Werks Drumming und anderer Werke der Frühphase Reichs. Zu den erfolgreichsten Aufführungen gehören Konzerte in der Akademie der Künste in Berlin im Jahr 1987 und auf den „Tagen der neuen Musik“ in Würzburg 1989. Er erhielt zusätzlich Unterricht in Tonsatz und Komposition bei Mathias Wittekopf in Essen.
Durch den „Osnabrücker Experimentalfilmworkshop“ (heute European Media Art Festival) kam Oertel in Kontakt zu Filmkünstlern, für die er experimentelle Klang- und Geräuschkompositionen schuf.
Seit 1987 lebt er in Berlin, studierte zunächst weiter Musikwissenschaft bei Helga de la Motte (Schwerpunkt Synästhesie Musik/Bild), beschäftigte sich aber zunehmend praktisch mit Filmton und Filmmusik durch Mitwirkung an Filmprojekten der Deutschen Film- und Fernsehakademie, wo er als Gasthörer Seminare besuchte. 1995 ergänzte er seine Ausbildung durch Besuch der School of Audio Engineering (SAE) mit Abschlussdiplom „Audio Engineer“.
Seit 1989 arbeitet er professionell als Filmkomponist und Sounddesigner für TV- und Kinofilme, seit 2000 zusätzlich auch als Geräuschtonmeister und -editor. Er versteht sich als Klangkünstler zum Bild, der die Grenzbereiche zwischen Sounddesign und Musikkomposition fließend hält. So arbeitete er als Filmkomponist oft mit vorhandenen O-Tönen und gestaltet Sounddesign andererseits in musikalischer Denkweise.
Er ist Mitglied der Berufsvereinigung Filmton.

## Filmografie

### Komponist
- Der Zauberkasten (1990)
- Die Blattlaus (1991)
- Ingaló (Isländischer Kinofilm, 1992)
- Emil und der kleine Skundi/Skyjahöllin (Isländischer Kinder-Kinofilm, 1994)
- Wolffs Revier (TV-Krimiserie) (Folgen 53, 54, 55, 56 – 1995)
- Das vergessene Leben (TV-Movie, 1998)
- Schande (TV-Movie) (Deutscher Fernsehpreis Beste Regie 1999)
- Chacha Casha – das kleine Chamäleon (Hörbuch 2012)

### Sounddesigner
- Spiele der Macht – 11011 Berlin (2004)
- Ein starkes Team (2 Folgen, 2005)
- Schattenkinder (2007)
- Bende Sira – Ich bin dran (2007) (Silberner Leopard beim 60. Filmfestival von Locarno 2007, Bester deutscher Kurzfilm beim Internationalen Kurzfilmfestival Berlin 2007)
- Bis dass der Tod uns scheidet (2008)
- Polizeiruf 110 (2008)
- So glücklich war ich noch nie (2009)
- Die Prinzessin auf der Erbse (2010)
- Jorinde und Joringel (2011)
- Lotta und die großen Erwartungen (2012)
- Chacha Casha – das kleine Chamäleon (Hörbuch 2012)
- Robin Hood und ich (2013)
- Nachbarn süß-sauer (2014)
- Sag mir nichts  (2015)
- Tatort – Dunkelfeld  (2016)
- Letzte Spur Berlin – Staffel 11, EP 1-3  (2021)

### Geräuschtonmeister und -editor
- Baader (2002)
- Shooting Dogs (2005)
- Vier Minuten (2006) (Deutscher Filmpreis in Gold als bester Spielfilm 2007)
- Hände weg von Mississippi (2007) (Deutscher Filmpreis als bester Kinder- und Jugendfilm 2007)
- Free Rainer – Dein Fernseher lügt (2007)
- Nordwand (2008) (Deutscher Filmpreis für die beste Tongestaltung 2009)
- Die drei ??? – Das verfluchte Schloss (2009)
- Die Tür (2009)
- Zeiten ändern dich (2010)
- Almanya – Willkommen in Deutschland (2010)
- Der ganz große Traum (2011)
- Töte mich (2012)
- Lost Place (2012)
- Westen (2013)
- Über-Ich und Du (2013)
- Jack (2014)
- Heil (2015)
- Toni Erdmann (2016)
- Paula (2016)
- Der Mann aus dem Eis (2017)
- 3 Tage in Quiberon (2017)
- In den Gängen (2017)
- Der goldene Handschuh (2018)
- 7500 (2019)
- Lindenberg! Mach dein Ding (2020)
- Exil (2020)
- Lieber Thomas (2021)
- Trom (2022)